# Alpage de Ponchet
 (février 2023).
Si vous disposez d'ouvrages ou d'articles de référence ou si vous connaissez des sites web de qualité traitant du thème abordé ici, merci de compléter l'article en donnant les références utiles à sa vérifiabilité et en les liant à la section « Notes et références ».

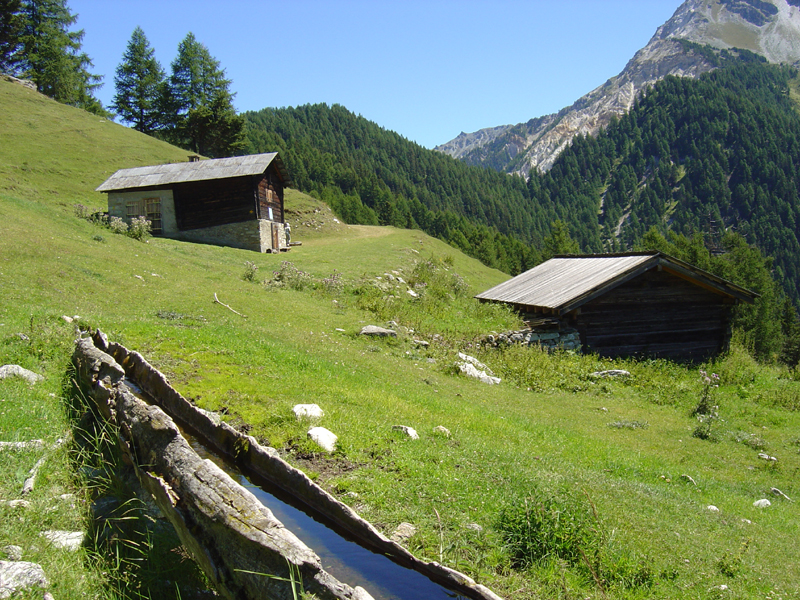
Ponchet (août 2005).

L’alpage de « Ponchet » est un alpage situé à 1 870 m sur la commune de Chandolin, exposée au sud-ouest avec une vue splendide sur la plaine du Rhône en direction de Martigny ainsi que sur les Alpes valaisannes en direction du Cervin.

## Localisation
Située à plus d'une heure de marche depuis le village de Chandolin, il est également accessible depuis le village de Soussillon (1 h 45 pour une dénivellation de 480 m), l’espace Pfyn-Finges, Sierre (4 h 40, pour une dénivellation de 1 500 m) ou le village de Niouc (2 h 40 pour une dénivellation de 960 m).
L'alpage est protégé :
- comme prairie sèche par la Confédération, protection touchant la microfaune et la flore
- par l'inventaire fédéral des paysages, sites et monuments naturels
- comme district franc de chasse par le canton du Valais.

## Histoire
À la suite de l’éboulement de la montagne de l’Illgraben au XIVe siècle, le village de Chandolin se francise. Le mayen de Ponchet situé sur le flanc extérieur du gouffre de l’Illgraben demeure en possession du baron de Leuk (Loèche) puis de ses descendants, la famille De Werra. Des légendes racontent les punitions infligées aux habitants de Chandolin pour l’utilisation abusive des pâturages. En 1918, la situation se légalise, le lieu est acheté par la bourgeoisie de Chandolin. En 1955, par manque de bétail bovin, l’alpage est abandonné durant 20 ans. La construction d’une étable communautaire en 1975 redonne une fonction au lieu quelques jours par année.
De nos jours, les deux bâtisses du mayen de Ponchet font office de lieu de ravitaillement pour la course à pied annuelle « Sierre-Zinal ». C’est un lieu de pâture pour le bétail bovin trois semaines par année au mois de juin et parfois en septembre.
L'alpage est également un itinéraire de promenade pour la vue et l’observation du gibier et des oiseaux.

## Liens
- Site consacré à Ponchet